# Esmée Denters
Esmée Denters (Arnhem, 28 settembre 1988) è una cantante olandese.
Esmée è stata notata da Ari Goldstein su YouTube nel mese di agosto 2006 per i video amatoriali che aveva caricato, dove si dilettava a cantare canzoni di musica pop. Entro l'inizio del giugno 2007, all'età di 18 anni, firmò un contratto discografico con l'etichetta Tennman Records, guidata dal cantante Justin Timberlake.
È nata e vive nei Paesi Bassi. Nel 2006, con la sua webcam, ha iniziato a pubblicare i suoi video su YouTube dove ritraeva se stessa mentre cantava singoli di alcune celebrità della musica pop. Esmée stava rapidamente diventando una celebrità di YouTube, superando quelle maggiori come Mia Rose arrivando fino al primo posto.

## Discografia

### Album in studio
- 2009 – Outta Here

### Singoli
- 2009 – Outta Here
- 2009 – Admit It
- 2010 – Love Dealer (con Justin Timberlake)